# Eotetranychus paarlensis
Eotetranychus paarlensis är en spindeldjursart som beskrevs av Meyer 1974. Eotetranychus paarlensis ingår i släktet Eotetranychus och familjen Tetranychidae. Inga underarter finns listade i Catalogue of Life.